# Cymbalophora
Genre
Cymbalophora est un genre de lépidoptères (papillons) de la famille des Erebidae et de la sous-famille des Arctiinae.

## Liste des espèces et distributions géographiques
Selon FUNET Tree of Life (4 novembre 2020) :
- Cymbalophora rivularis (Ménétriés, 1832) — Europe du Sud, Caucase.
- Cymbalophora pudica (Esper, 1785) — Afrique du Nord, Europe du Sud.
- Cymbalophora powelli Oberthür, 1910 — Afrique du Nord.
- Cymbalophora haroldi (Oberthür, 1911) — Afrique du Nord.
- Cymbalophora oertzeni (Lederer, 1855) — Palestine.

## Émission de sons
Le nom Cymbalophora signifie « qui porte des cymbales », allusion aux chuintements produits par les ailes des mâles lors du vol essentiellement nocturne, sons accompagnés d'ultra-sons inaudibles, qui serviraient à perturber le système d'écholocation des chauves-souris, leurs prédateurs principaux lors du vol.
Ce ne sont pas les seuls papillons à émettre des sons : le Sphinx tête de mort peut aussi se rendre très audible mais en produisant des sons grâce à une lame située à l'entrée de son pharynx. Cette lame vibre lorsque le papillon (ou sa chenille) expulse de l'air.